# リチャード・ファインズ (第6代セイ＝シール子爵)
第6代セイ＝シール子爵リチャード・ファインズ（英語: Richard Fiennes, 6th Viscount Saye and Sele、1716年7月8日洗礼 – 1781年7月29日）は、イングランド貴族。

## 生涯
聖職者リチャード・ファインズ（Richard Fiennes、1674年頃 – 1722年、リチャード・ファインズの息子）とペネロープ・チェンバレン（Penelope Chamberlayne、ジョージ・チェンバレンの娘）の息子として生まれた。1737年4月23日にオックスフォード大学ニュー・カレッジに入学、1743年6月13日にB.C.L.の学位を修得、同年にニュー・カレッジのフェローになった。1756年7月8日、D.C.L.の学位を授与された。
1742年12月27日に祖父リチャードの兄ジョン・ファインズの息子にあたる第5代セイ＝シール子爵ローレンス・ファインズが死去すると、セイ＝シール子爵位を継承した。
1753年11月13日、クリストベラ・タイレル（Christobella Tyrrell、1695年頃 – 1789年、第2代準男爵サー・トマス・タイレルの娘）と結婚した。
1781年7月29日に死去、バッキンガムシャーのグレンドン・アンダーウッドで埋葬された。後継者がおらず、セイ＝シール子爵位は廃絶した。